# Leucophora piliocularis
Leucophora piliocularis är en tvåvingeart som beskrevs av Feng 1987. Leucophora piliocularis ingår i släktet Leucophora och familjen blomsterflugor. Inga underarter finns listade i Catalogue of Life.